# Tamworth (rasa świni)

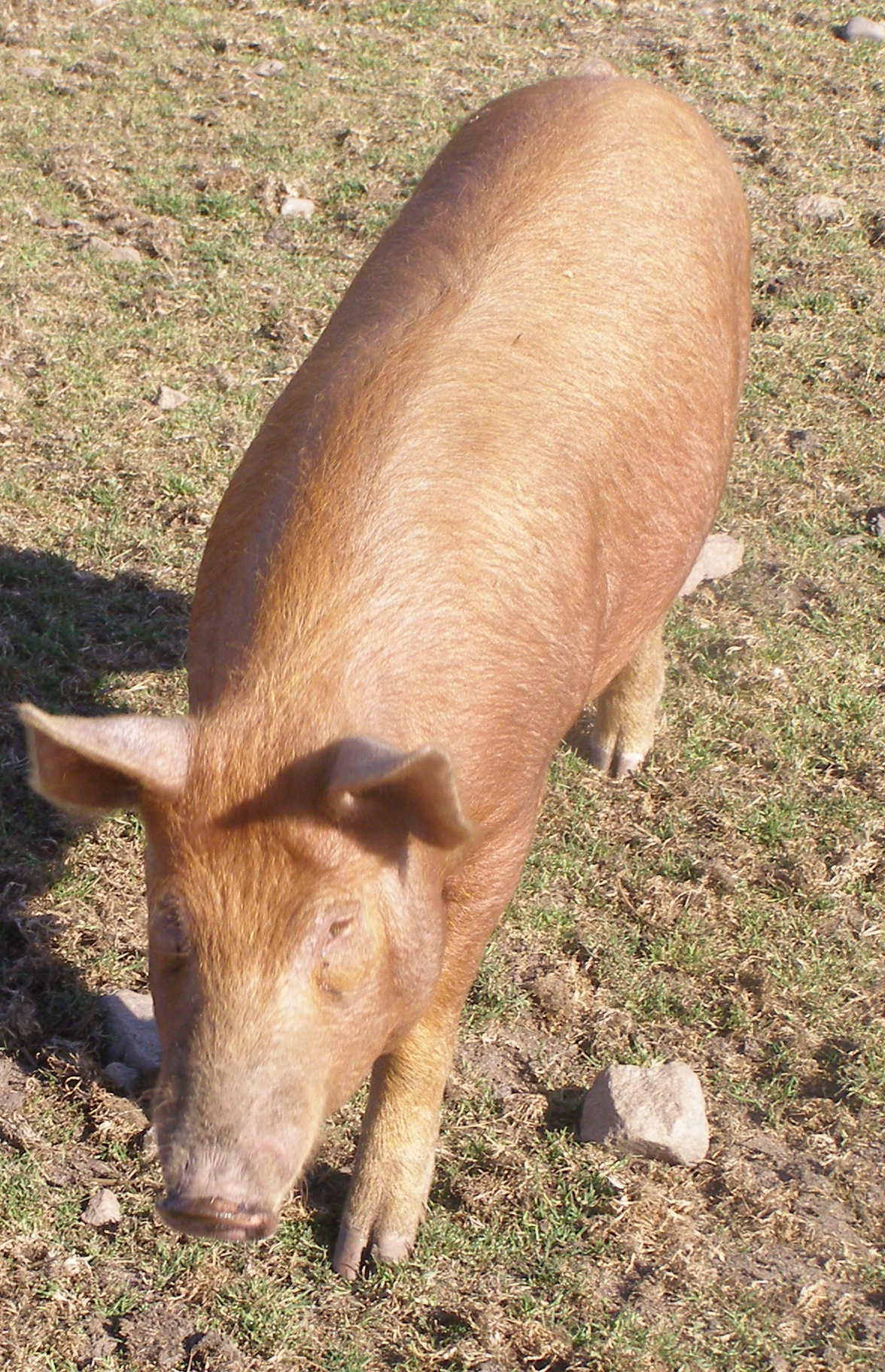
Świnia rasy tamworth

Tamworth (tamwors) – jedna z najstarszych brytyjskich ras świń. Pochodzi z Irlandii, skąd została przywieziona do Anglii, do miasta Tamworth ok. 1812 roku, przez Sir Roberta Peela. Charakterystyczną cechą tej rasy jest rudawa sierść, wyprostowane i sztywne uszy, długie i smukłe ciało. Istotną właściwością jest zdolność do uzyskiwania wysokiej masy ciała przy niskiej zawartości tłuszczu (smalec). Lochy (samice) tej rasy są dobrymi matkami–znane są z tego, iż nie odtrącają żadnego prosiaka z miotu. Osobniki tej rasy linieją w okresie od czerwca do sierpnia. Dorosłe osobniki (2–3 lata), osiągają 100–140 cm długości ciała, 50–65 cm wysokości, a ich ogon ma 24–30 cm. Dorosłe knury (samce) osiągają 250–370 kg wagi, zaś dojrzałe lochy–200–300 kg.

## Tamworth two
8 stycznia 1998 roku w miasteczku Malmesbury w Wielkiej Brytanii, z rzeźni uciekły dwie 5-miesięczne świnki rasy tamworth, knur i locha. Później ukrywały się w pobliskim lesie. Locha została pochwycona 15 stycznia, a knur następnego dnia. Wydarzenie to od samego początku było opisywane w mediach, które ochrzciły świnki imionami Butch (lochę) i Sundance (knur) – od imion bohaterów westernu Butch Cassidy i Sundance Kid. Właściciel – Arnoldo Dijulio, zamierzał jednak zarobić na zwierzęta i oddał je ponownie do rzeźni – zostały wycenione na 40–50 funtów za każdą. Z pomocą "uciekinierom" przyszły media i miłośnicy zwierząt i ostatecznie kupił je  dziennik Daily Mail, umieszczając w Rare Breeds Centre koło Ashford w hrabstwie Kent. W roku 2003 telewizja BBC wyprodukowała i wytransmitowała 60-minutowy film o tym wydarzeniu, zatytułowany "The Legend of the Tamworth Two".